# Moredo (Bóveda)
Moredo (en gallego y oficialmente O Moredo) es una localidad del municipio de Bóveda, en la provincia de Lugo, España. Pertenece a la parroquia de Tuimil.
Se encuentra a 420 metros de altitud en el margen izquierdo del río Mao. En 2023 tenía una población de 1 habitante, 1 hombre y 0 mujeres.